# NGC 2936
NGC 2936 هي مجرة تتبع كوكبة الشجاع. اكتشفها ألبرت مارث في 3 مارس 1864.

## روابط خارجية
- NGC 2936 على موقع ويكي سكاي: DSS2, SDSS, GALEX, IRAS, Hydrogen α, X-Ray, Astrophoto, Sky Map, Articles and images